# Маријано Коменсе
Маријано Коменсе (итал. Mariano Comense) је насеље у Италији у округу Комо, региону Ломбардија.
Према процени из 2011. у насељу је живело 22643 становника. Насеље се налази на надморској висини од 253 м.

## Становништво
Према резултатима пописа становништва 2011. у општини је живело 23.500 становника.
| 1936. | 1951.  | 1961.  | 1971.  | 1981.  | 1991.  | 2001.  | 2011.  |
| ----- | ------ | ------ | ------ | ------ | ------ | ------ | ------ |
| 8.682 | 10.211 | 12.702 | 15.888 | 18.411 | 18.891 | 20.282 | 23.500 |